# NBA Draft 2025
De NBA Draft 2025 was de 79e editie van de jaarlijkse NBA Draft waarmee potentiële kandidaat NBA-basketballers worden gekozen door de verschillende clubs uit de NBA. Om de beurt worden er dan spelers gekozen uit een selectie van Amerikaanse amateurspelers uit de verschillende universiteiten en internationale spelers. De draft werd gehouden op 25 en 26 juni 2025 in het Barclays Center in Brooklyn en de tweede ronde in ESPN's Seaport District Studios. Het was voor de tweede keer sinds er gewerkt werd met maar twee draftrondes dat deze op twee dagen werd gehouden. Er maar 59 spelers gekozen omdat de New York Knicks een draftpick moesten laten vallen omdat ze de NBA-regels rondom Tapping up hadden gebroken. Cooper Flagg werd als eerste gekozen in de eerste ronde door de Dallas Mavericks.

## Draft
| Ronde | Pick                                          | Speler               | Positie | Nationaliteit       | Team                   | School / Club              |
| ----- | --------------------------------------------- | -------------------- | ------- | ------------------- | ---------------------- | -------------------------- |
| 1     | 1                                             | Cooper Flagg         | PF      | Verenigde Staten    | Dallas Mavericks       | Duke Blue Devils           |
| 1     | 2                                             | Dylan Harper         | SG/PG   | Verenigde Staten    | San Antonio Spurs      | Rutgers Scarlet Knights    |
| 1     | 3                                             | V.J. Edgecombe       | SG      | Bahama's            | Philadelphia 76ers     | Baylor Bears               |
| 1     | 4                                             | Kon Knueppel         | SF      | Verenigde Staten    | Charlotte Hornets      | Duke Blue Devils           |
| 1     | 5                                             | Ace Bailey           | SF      | Verenigde Staten    | Utah Jazz              | Rutgers Scarlet Knights    |
| 1     | 6                                             | Tre Johnson          | SG      | Verenigde Staten    | Washington Wizards     | Texas Longhorns            |
| 1     | 7                                             | Jeremiah Fears       | PG      | Verenigde Staten    | New Orleans Pelicans   | Oklahoma Sooners           |
| 1     | 8                                             | Egor Demin           | PG      | Rusland             | Brooklyn Nets          | BYU Cougars                |
| 1     | 9                                             | Collin Murray-Boyles | PF      | Verenigde Staten    | Toronto Raptors        | South Carolina Gamecocks   |
| 1     | 10                                            | Khaman Maluach       | C       | Zuid-Soedan         | Houston Rockets        | Duke Blue Devils           |
| 1     | 11                                            | Cedric Coward        | SF      | Verenigde Staten    | Portland Trail Blazers | Washington State Cougars   |
| 1     | 12                                            | Noa Essengue         | PF      | Frankrijk           | Chicago Bulls          | Ratiopharm Ulm             |
| 1     | 13                                            | Derik Queen          | C       | Verenigde Staten    | Atlanta Hawks          | Maryland Terrapins         |
| 1     | 14                                            | Carter Bryant        | SF      | Verenigde Staten    | San Antonio Spurs      | Arizona Wildcats           |
| 1     | 15                                            | Thomas Sorber        | C       | Verenigde Staten    | Oklahoma City Thunder  | Georgetown Hoyas           |
| 1     | 16                                            | Yang Hansen          | C       | China               | Memphis Grizzlies      | Qingdao Eagles             |
| 1     | 17                                            | Joan Beringer        | C       | Frankrijk           | Minnesota Timberwolves | KK Cedevita Olimpija       |
| 1     | 18                                            | Walter Clayton Jr.   | PG      | Verenigde Staten    | Washington Wizards     | Florida Gators             |
| 1     | 19                                            | Nolan Traoré         | PG      | Frankrijk           | Brooklyn Nets          | Saint-Quentin Basket-Ball  |
| 1     | 20                                            | Kasparas Jakučionis  | PG      | Litouwen            | Miami Heat             | Illinois Fighting Illini   |
| 1     | 21                                            | Will Riley           | SF      | Canada              | Utah Jazz              | Illinois Fighting Illini   |
| 1     | 22                                            | Drake Powell         | SG      | Verenigde Staten    | Atlanta Hawks          | North Carolina Tar Heels   |
| 1     | 23                                            | Asa Newell           | PF      | Verenigde Staten    | New Orleans Pelicans   | Georgia Bulldogs           |
| 1     | 24                                            | Nique Clifford       | SG      | Verenigde Staten    | Oklahoma City Thunder  | Colorado State Rams        |
| 1     | 25                                            | Jase Richardson      | SG      | Verenigde Staten    | Orlando Magic          | Michigan State Spartans    |
| 1     | 26                                            | Ben Saraf            | SG      | Israël              | Brooklyn Nets          | Ratiopharm Ulm             |
| 1     | 27                                            | Danny Wolf           | PF      | Israël              | Brooklyn Nets          | Michigan Wolverines        |
| 1     | 28                                            | Hugo González        | SF      | Spanje              | Boston Celtics         | Real Madrid Baloncesto     |
| 1     | 29                                            | Liam McNeeley        | SF      | Verenigde Staten    | Phoenix Suns           | UConn Huskies              |
| 1     | 30                                            | Yanic Niederhäuser   | C       | Zwitserland         | Los Angeles Clippers   | Penn State Nittany Lions   |
| 2     | 31                                            | Rasheer Fleming      | PF      | Verenigde Staten    | Minnesota Timberwolves | Saint Joseph's Hawks       |
| 2     | 32                                            | Noah Penda           | SF      | Frankrijk           | Boston Celtics         | Le Mans Sarthe Basket      |
| 2     | 33                                            | Sion James           | SG      | Verenigde Staten    | Charlotte Hornets      | Duke Blue Devils           |
| 2     | 34                                            | Ryan Kalkbrenner     | C       | Verenigde Staten    | Charlotte Hornets      | Creighton Bluejays         |
| 2     | 35                                            | Johni Broome         | PF/C    | Verenigde Staten    | Philadelphia 76ers     | Auburn Tigers              |
| 2     | 36                                            | Adou Thiero          | SF      | Verenigde Staten    | Phoenix Suns           | Arkansas Razorbacks        |
| 2     | 37                                            | Chaz Lanier          | SG      | Verenigde Staten    | Detroit Pistons        | Tennessee Volunteers       |
| 2     | 38                                            | Kam Jones            | SG      | Verenigde Staten    | San Antonio Spurs      | Marquette Golden Eagles    |
| 2     | 39                                            | Alijah Martin        | SG      | Verenigde Staten    | Toronto Raptors        | Florida Gators             |
| 2     | 40                                            | Micah Peavy          | SF      | Verenigde Staten    | Washington Wizards     | Georgetown Hoyas           |
| 2     | 41                                            | Koby Brea            | SG      | Verenigde Staten    | Golden State Warriors  | Kentucky Wildcats          |
| 2     | 42                                            | Maxime Raynaud       | C       | Frankrijk           | Sacramento Kings       | Stanford Cardinal          |
| 2     | 43                                            | Jamir Watkins        | SG      | Verenigde Staten    | Utah Jazz              | Florida State Seminoles    |
| 2     | 44                                            | Brooks Barnhizer     | SF      | Verenigde Staten    | Oklahoma City Thunder  | Northwestern Wildcats      |
| 2     | 45                                            | Rocco Zikarsky       | C       | Australië           | Chicago Bulls          | Brisbane Bullets           |
| 2     | 46                                            | Amari Williams       | C       | Verenigd Koninkrijk | Orlando Magic          | Kentucky Wildcats          |
| 2     | 47                                            | Bogoljub Marković    | PF      | Servië              | Milwaukee Bucks        | KK Mega Basket             |
| 2     | 48                                            | Javon Small          | PG      | Verenigde Staten    | Memphis Grizzlies      | West Virginia Mountaineers |
| 2     | 49                                            | Tyrese Proctor       | PG      | Australië           | Cleveland Cavaliers    | Duke Blue Devils           |
| 2     | 50                                            | Kobe Sanders         | SG/SF   | Verenigde Staten    | New York Knicks        | Nevada Wolf Pack           |
| 2     | 51                                            | Mohamed Diawara      | PF      | Frankrijk           | Los Angeles Clippers   | Cholet Basket              |
| 2     | 52                                            | Alex Toohey          | SF      | Australië           | Phoenix Suns           | Sydney Kings               |
| 2     | 53                                            | John Tonje           | SG      | Verenigde Staten    | Utah Jazz              | Wisconsin Badgers          |
| 2     | 54                                            | Taelon Peter         | PG      | Verenigde Staten    | Indiana Pacers         | Liberty Flames             |
| 2     | 55                                            | Lachlan Olbrich      | PF      | Australië           | Los Angeles Lakers     | Illawarra Hawks            |
| 2     | New York Knicks (overgeslagen door tampering) |                      |         |                     |                        |                            |
| 2     | 56                                            | Will Richard         | PG      | Verenigde Staten    | Memphis Grizzlies      | Florida Gators             |
| 2     | 57                                            | Max Shulga           | SG      | Oekraïne            | Orlando Magic          | VCU Rams                   |
| 2     | 58                                            | Saliou Niang         | SG      | Italië              | Cleveland Cavaliers    | Aquila Basket Trento       |
| 2     | 59                                            | Jahmai Mashack       | SG      | Verenigde Staten    | Houston Rockets        | Tennessee Volunteers       |

1947 · 1948 · 1949 · 1950 · 1951 · 1952 · 1953 · 1954 · 1955 · 1956 · 1957 · 1958 · 1959 · 1960 · 1961 · 1962 · 1963 · 1964 · 1965 · 1966 · 1967 · 1968 · 1969 · 1970 · 1971 · 1972 · 1973 · 1974 · 1975 · 1976 · 1977 · 1978 · 1979 · 1980 · 1981 · 1982 · 1983 · 1984 · 1985 · 1986 · 1987 · 1988 · 1989 · 1990 · 1991 · 1992 · 1993 · 1994 · 1995 · 1996 · 1997 · 1998 · 1999 · 2000 · 2001 · 2002 · 2003 · 2004 · 2005 · 2006 · 2007 · 2008 · 2009 · 2010 · 2011 · 2012 · 2013 · 2014 · 2015 · 2016 · 2017 · 2018 · 2019 · 2020 · 2021 · 2022 · 2023 · 2024 · 2025